# Comic Yuri Hime S
Ne doit pas être confondu avec Comic Yuri Hime.
Comic Yuri Hime S (コミック百合姫S, Komikku Yuri Hime S, littéralement bande dessinée de Princesse Lys S) est un magazine trimestriel d'anthologie de mangas publié au Japon par Ichijinsha. Le premier volume a été publié le 18 juin 2007. Les auteurs du magazine sont principalement des auteurs de mangas shōnen et seinen et la cible des lecteurs est masculine, le magazine incluant également des éléments moe. En 2010, le magazine fusionne avec le magazine frère Comic Yuri Hime.

## Mangas sérialisés
- Cassiopeia Dolce
- Honey Crush
- Flower Flower
- Konohana Link
- Marriage Black
- Minus Literacy
- Nanami to Misuzu
- Otomeiro StayTune
- Otome Kikan Gretel (interrompu)
- Wife and Wife
- YuruYuri